# Amphicynodontinae
Sous-famille
Genres de rang inférieur
- †Amphicticeps
- †Parictis
- †Kolponomos
- †Allocyon
- †Pachycynodon
- †Amphicynodon
- †Wangictis

Les Amphicynodontinae sont un clade probable d'Arctoidea fossiles. Alors que certains chercheurs considèrent ce groupe comme une sous-famille fossile d'ours, certaines preuves morphologiques rapprochent les Amphicynodontinae des pinnipèdes, car les Amphicynodontinae comprennent des mammifères semi-aquatiques ressemblant à des loutres,,. En plus du support d'un clade Pinnipèdes-Amphicynodontinae, d'autres analyses morphologiques et certaines analyses moléculaires soutiennent que les ours sont les plus proches parents vivants des pinnipèdes,,,. Selon McKenna et Bell (1997), les Amphicynodontinae sont classés parmi les pinnipèdes dans la super-famille des Phocoidea. Des fossiles de ces mammifères ont été trouvés en Europe, en Amérique du Nord et en Asie. Les Amphicynodontinae ne doivent pas être confondues avec les Amphicyonidae, une famille distincte de carnivores qui est sœur des Arctoidea parmi les caniformes, mais qui peut être considérée comme un clade d'Arctoidea éteints selon des publications plus anciennes.

## Classification
- † Sous-famille des Amphicynodontinae Simpson, 1945
  - † genre Amphicticeps Matthew & Granger, 1924
    - † Amphicticeps makhchinus Wang et al., 2005
    - † Amphicticeps dorog Wang et al., 2005
    - † Amphicticeps shackelfordi Matthew & Granger, 1924

  - † genre Parictis Scott, 1893
    - † Parictis primaevus Scott, 1893
    - † Parictis personi Chaffee, 1954
    - † Parictis montanus Clark & Guensburg, 1972
    - † Parictis parvus Clark & Beerbower, 1967
    - † Parictis gilpini Clark & Guensburg, 1972
    - † Parictis dakotensis Clark, 1936

  - † genre Kolponomos Stirton, 1960
    - † Kolponomos newportensis Tedford et al., 1994
    - † Kolponomos clallamensis Stirton, 1960

  - † genre Allocyon Merriam, 1930
    - † Allocyon loganensis Merriam, 1930

  - † genre Pachycynodon Schlosser, 1888
    - † Pachycynodon tedfordi Wang & Qiu, 2003
    - † Pachycynodon tenuis Teilhard de Chardin, 1915
    - † Pachycynodon filholi Schlosser, 1888
    - † Pachycynodon boriei Filhol, 1876
    - † Pachycynodon crassirostris Schlosser, 1888

  - † genre Amphicynodon Filhol, 1881
    - † Amphicynodon mongoliensis Janovskaja, 1970
    - † Amphicynodon teilhardi Matthew & Granger, 1924
    - † Amphicynodon typicus Schlosser, 1888
    - † Amphicynodon chardini Cirot & De Bonis, 1992
    - † Amphicynodon cephalogalinus Teilhard, 1915
    - † Amphicynodon gracilis Filhol, 1874
    - † Amphicynodon crassirostris Filhol, 1876
    - † Amphicynodon brachyrostris Filhol, 1876
    - † Amphicynodon leptorhynchus Filhol, 1874
    - † Amphicynodon velaunus Aymard, 1846

## Publication originale
- (en) Simpson, George Gaylord, 1902-, « The principles of classification and a classification of mammals », Bulletin of the American Museum of Natural History, New York, Musée américain d'histoire naturelle, vol. 85,‎ 5 octobre 1945 et 1945, p. 1-350 (ISSN 0003-0090 et 1937-3546, OCLC 1287364, lire en ligne).